# Casa amb pas cobert
La Casa amb pas cobert és una obra de la Vall d'en Bas (Garrotxa).

## Descripció
És una casa entre mitgeres situada en una de les cantonades de la plaça central de Sant Privat. Consta de planta baixa i dos pisos i té teulada a doble vessant amb el carener paral·lel a la façana principal. La porta d'entrada és allindada i queda en un costat de la façana, al centre hi ha una gran porta de doble batent i a l'altre costat, just a la cantonada, hi ha una gran arcada d'arc de mig punt rebaixat. L'arc dona accés al pas que s'obre sota la casa format per trams d'arcs d'aresta separats per arcs diafragma. A la façana posterior s'obre un gran arc de mig punt que és la sortida del pas; als pisos superior s'obren terrasses que ocupen tota l'amplada de la façana amb una biga vertical al centre.